# Schistophyllum incurvum
Schistophyllum incurvum là một loài Rêu trong họ Fissidentaceae. Loài này được (Starke ex Röhl.) Lindb. mô tả khoa học đầu tiên năm 1879.